# Impatiens joachimii
Impatiens joachimii är en balsaminväxtart som beskrevs av Georg Martin Schulze. Impatiens joachimii ingår i släktet balsaminer, och familjen balsaminväxter. Inga underarter finns listade i Catalogue of Life.